# Eugenia pobeguinii
Eugenia pobeguinii là một loài thực vật có hoa trong Họ Đào kim nương. Loài này được Aubrév. mô tả khoa học đầu tiên năm 1950.